# Rudolf Caracciola
Otto Wilhelm Rudolf Caracciola (Remagen, 30 de enero de 1901-Kassel, 28 de septiembre de 1959) fue un piloto automovilístico alemán, con un amplio historial de victorias en Grandes Premios. Fue tres veces Campeón Europeo de Pilotos y también tres veces Campeón Europeo de Montaña. Pilotó para Mercedes-Benz en la era de las «Flechas Plateadas».

## Semblanza
Caracciola nació en Remagen el 30 de enero de 1901. Su tan itálico apellido se debe a que sus antepasados migraron durante la Guerra de los Treinta Años desde Nápoles hasta Renania, donde el príncipe Bartolomeo Caracciolo comandaba la fortaleza de Ehrenbreitstein cerca de Coblenza. Tras numerosas generaciones, su familia estaba plenamente integrada en la sociedad alemana.
En Alemania es reconocido como el mejor piloto de su época. Logró 16 victorias de Grandes Premios, más que cualquiera de sus rivales, superando a importantes pilotos como Tazio Nuvolari o Bernd Rosemeyer. Su marca por excelencia fue Mercedes Benz; con ella logró sus victorias más importantes en el Mundial.

## Muerte
Rudolf Caracciola murió el 28 de septiembre de 1959, a consecuencia de un fallo hepático.

## Récords
Su récord más importante está relacionado con el Gran Premio de Alemania, desde el año de 1929 hasta 1939 el piloto logró 6 victorias en esta competición, siendo además tercero en el primer Gran Premio de Mónaco, en el que tuvo una importante actuación en un circuito complicado para su vehículo Mercedes Benz.

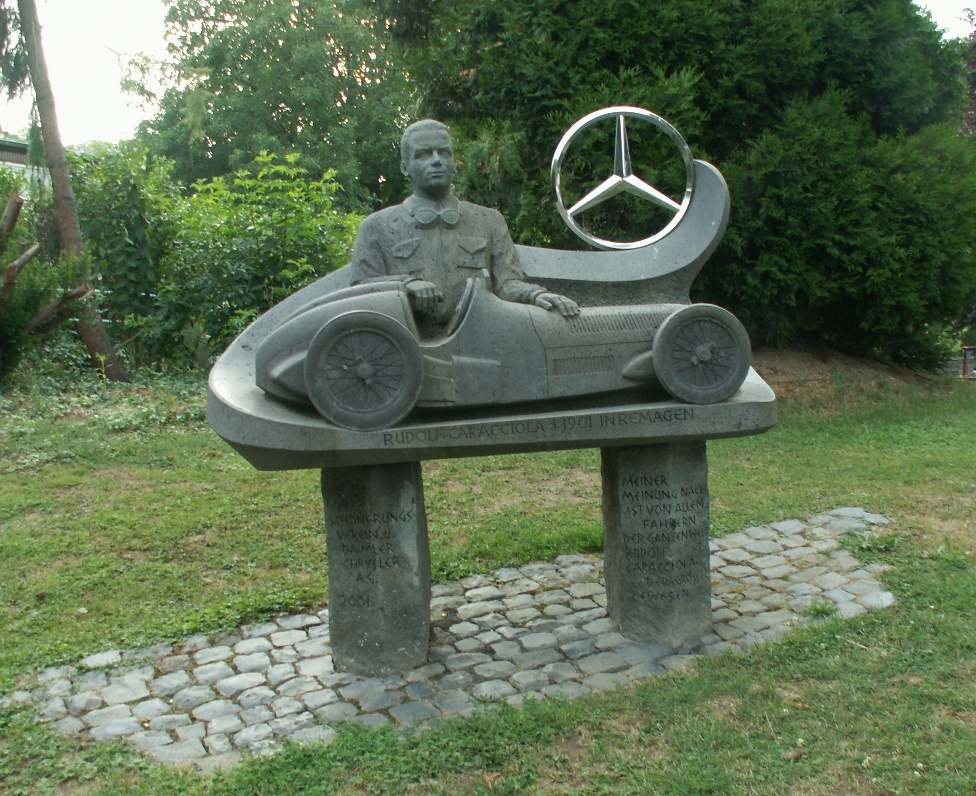
Monumento a Caracciola en su Remagen natal.

También obtuvo el récord de velocidad de 432,7 km/h el 28 de enero de 1938 con el Mercedes-Benz W125 Rekordwagen. Si bien ese récord absoluto tardó décadas en ser batido, sigue siendo la mayor velocidad alcanzada en una carretera pública. En 1933, a los mandos de un Alfa-Romeo 8C "Monza", en el Gran Premio de Mónaco sufrió un aparatoso accidente. Fue sacado del coche y trasladado en una silla hasta un estanco, siendo evacuado después hacia un hospital, para ir después a una clínica privada en Bolonia, donde permaneció durante seis meses. Los médicos le dijeron que jamás podría volver a conducir, ya que su pierna derecha quedó más corta que la izquierda. Durante una visita del jefe de competición de Mercedes-Benz, Alfred Neubauer, a la casa de Caracciola, lo desafío a caminar, cosa que Rudolf hizo y le ofreció un contrato para la temporada de 1934. Su imagen cojeando al par de su Mercedes mientras era empujado por sus mecánicos hacia la línea de salida ha pasado a la historia del motor.
En 1934 ganó el gran premio de Mónaco bajo un intenso aguacero, de ahí su sobrenombre "Regenmeister" que significa "Maestro de la lluvia" en alemán. 
Caracciola obtuvo además importantes victorias en pruebas de carretera como la Mille Miglia, culminó su carrera a los 52 años, tras volver a la competición con Mercedes Benz.

## Resultados

### Campeonato Europeo de Pilotos
(Clave) (negrita indica pole position) (cursiva indica vuelta rápida)
| Año     | Escudería       | 1       | 2       | 3       | 4     | 5     | 6       | 7     | Pos. | Puntos |
| ------- | --------------- | ------- | ------- | ------- | ----- | ----- | ------- | ----- | ---- | ------ |
| 1931    | R. Caracciola   | ITA     | FRA Ret | BEL     |       |       |         |       | 27.º | 22     |
| 1932    | SA Alfa Romeo   | ITA 11  |         |         |       |       |         |       | 3.º  | 9      |
| 1932    | SA Alfa Romeo   |         | FRA 3   | GER 1   |       |       |         |       | 3.º  | 9      |
| 1935    | Daimler-Benz AG | MON Ret | FRA 1   | BEL 1   | GER 3 | SUI 1 | ITA Ret | ESP 1 | 1.º  | 17     |
| 1936    | Daimler-Benz AG | MON 1   | GER Ret | SUI Ret | ITA   |       |         |       | 6.º  | 22     |
| 1937    | Daimler-Benz AG | BEL     | GER 1   | MON 2   | SUI 1 | ITA 1 |         |       | 1.º  | 13     |
| 1938    | Daimler-Benz AG | FRA 2   | GER 2   | SUI 1   | ITA 3 |       |         |       | 1.º  | 8      |
| 1939    | Daimler-Benz AG | BEL Ret | FRA Ret | GER 1   | SUI 2 |       |         |       | 3.º* | 17*    |
| Fuente: |                 |         |         |         |       |       |         |       |      |        |

- * Posición y puntos al momento de cancelarse el campeonato.